# Сара Горбі
Сара Горбі (справжнє прізвище Горбач, їд. שׂרה גאָרבי, фр. Sarah Gorby; 1900, Кишинів, Бессарабська губернія — 1980, Париж) — французька естрадна співачка (контральто), шансоньє. Популярна виконавиця єврейських пісень, російських і циганських романсів, естрадних творів румунських, французьких та радянських композиторів.

## Життєпис

### Перед війною
Сара Горбі народилася в Кишиневі в 1900 році, в родині Зейліка Хаїмовича Горбача (родом з Старої Ушиці) і його дружини Бейли Кіпельман.
У 17-річному віці поїхала навчатися вокальній майстерності до Ясс. Після закінчення Ясської консерваторії вийшла заміж за газетного видавця Йосипа Гольдштейна, багато старшого за неї. Він розмовляв як румунською мовою, так і на їдиш. За легендою, однією з умов запланованої співочої кар'єри Сари Горбі було не мати дітей, аби не втратити голос, як свого часу це сталося з матір'ю Сари, у якої було 7 дітей. Після весілля вони переїхали до Риму, а потім Парижу, де й осіли. Аж до початку Другої світової війни вони щороку відвідували Ясси (де жила мати співачки), іноді з концертною програмою.
Сара, вже тоді виступаючи під сценічним псевдонімом Горбі, стала популярною насамперед у Латинській Америці (на той час її основному концертному майданчику), а потім у Сполучених Штатах (куди вона вперше приїхала в грудні 1935 року, і знову навесні 1936 року, після чого її гастролі у США стали регулярними протягом 1930-х років) як «інтернаціональна співачка», тобто виконавиця, яка співає іноземними мовами (у репертуарі співачки були пісні дев'ятьма мовами). Її основною мовою була російська, другою мовою їдиш, але також добре розмовляла французькою, румунською, італійською, іспанською, португальською, німецькою та англійською мовами. Так, 14 грудня 1935 року співачка виступила на балу, яке влаштувало Дамське товариство допомоги музикантам і артистам в готелі «Шерман-сквер» (Sherman Square Hotel) у Нью-Йорку. 5 квітня 1936 року в готелі «Інтер Стайвесант» (Inter-Stuyvesant Hotel) Дамське товариство допомоги музикантам і артистам організувало «інтимний вечір» Сари Горбі.
Деякий час у 1930-х роках Сара виступала з прізвищем свого чоловіка (Сара Гольдштейн), перш ніж перейти на сценічне ім'я Сара Горбі.

### Військові роки
У 1940 році Сара Горбі з чоловіком покинули Париж та емігрували на Гаїті. Кілька років поспіль вона навідувалось до США. Тут співачка продовжила виступи з програмами єврейської пісні та російського романсу.
За інформацією російськомовної преси Нью-Йорка, 21 листопада 1944 року вона виступила в «Бруклінській академії музики» (Brooklyn Academy of Music) у концерті народної музики та пісень Східної Європи. 14 травня 1945 року відбувся «прощальний», як він був оголошений, концерт Насті Полякової. Він пройшов в «Клаб хаузі» (Club House) і зібрав ціле сузір'я артистів: Люда Бокал, Сара Горбі, Маруся Сава, Ю. Василевський, Ф. Заркевич, А. Кузнєцов, Л. Кальбус, С. Караваєв (конферанс), М. Мішон, В. Фомін, Н. Маттей, Р. Єлін (рояль). Влітку 1945 року Сара Горбі співала в ресторані «Касіно Рюс» (Casino Russe). 19 листопада 1945 року відбувся "інтимний концерт Насті Полякової «за участі друзів-артистів»; у концерті взяли участь Вася Фомін, колишня учасниця паризького ансамблю Полякової Люду Бокал, Сеня Караваєв, Адя Кузнєцов, Льоня Кальбус, Сара Горбі (регулярно виступала в ресторані «Корчма»), Міша Циганов і Маруся Сава. 8 грудня товариство взаємодопомоги «Надія» організувало концерт Сари Горбі, М. Далматова та С. Корони. 19 грудня Сара Горбі в супроводі югославського гітариста Мірко Марковича виступила на 21-му річному концерті-балі Кавказького товариства.
9 березня 1946 року в великій залі «Клаб хауза» (150 Вест 85-а вулиця на Манхеттені) пройшов «артистичний вечір, влаштований Товариством приїхавших з Європи, з великою та цікавою програмою, за участю відомої співачки Сари Горбі, в її інтернаціональному репертуарі; Ліні Кальбуса — знаного гармоніста, Михайла Маркова — відомого гітариста. Виступ Сари Горбі — останнє в цьому сезоні, артистка їде до Каліфорнії». Восени 1947 року Сара Горбі знову повернулася до Нью-Йорку після виступу в Чикаго і 31 жовтня в «Барбізон Плаза» (Barbison Plaza Hotel) дала свій перший концерт.
У 1948 році Сара Горбі провела гастрольний сезон містами Європи, даючи концерти пісні на їдиш в таборах для переміщених осіб. У «листах здалеку» співачка писала про свої враження від побаченого: «Привіт вам із зруйнованого Касселя! Всяка людська уява блідне перед дійсністю… Моторошно! Дала 23 концерти в 23 таборах за 23 вечори! Роз'їжджаю в американському джипі, який трясе мене до нестями».
У 1949 році співачка сама повернулася до Парижу (її чоловік помер в 1950 році на Гаїті). Вона оселилася в Парижі.

### Музична кар'єра та повоєнні роки
Записуватися на грамплатівки Сара Горбі почала не пізніше початку 1940-х років. Спочатку і, головним чином, її репертуар складався з пісень сучасних композиторів на вірші єврейських поетів різних країн (включаючи і радянських), що пишуть на їдиші, в тому числі Іцика Мангера, Ісроела Гойхберга, Зейліка Бардичевера, Мордхе Гебіртига, Абрама Гольдфадена, Іцика Фефера, Мані Лейба, Мойше Кульбака, Зіше Ландау, Шмерке Качергинського та багатьох інших. Протягом 1940-х років ці пісні були видані велиуою кількістю грампластинок на 78 обертах, головним чином у США у супроводі оркестрів під управлінням композитора Жака Метехена (Jacques Météhen, 1903—1986) і майбутнього директора консерваторії в Сан-Франциско Робіна Лауфера (Robin Laufer). Дещо рідше виконувала і єврейські народні пісні. Музику до віршів деяких поетів Сара Горбі вигадала сама, наприклад «Овнт-лід» (Вечірня пісня) на вірші Іцика Мангера. Аранжуванням пісень для Сари Горбі у 1939—1943 роках займався композитор Стефан Вольпе.
У числі найперших записів Сари Горбі також серія синглів на 78 обертах румунською мовою в супроводі Doina, Nusha & Gypsy Trail Orchestra (диригент Корнеліу Кудолбан). 1946-м роком датується перший грамзапис Сари Горбі російською мовою. Це було зроблено ще в США — традиційні романси, російські народні пісні, а згодом і пісні радянських композиторів — Матвія Блантера («Катюша»), Ісака Дунаєвського, Микити Богословського («Темная ночь»), Тихона Хрєнникова («Есть на севере хороший городок»), фронтові пісні з репертуару Клавдії Шульженко («Синий платочек», «Давай закурим»), міські романси з репертуару її земляка Петра Лещенка («Жизнь цыганская», «Хорош мальчик», «Чудо-чудеса»), циганські романси («Гори, Гори, любов циганки») та інші. Виконувала вона й пісні сучасних їй емігрантських авторів, наприклад Василя Фоміна («Всё смутилось»), а також пише власні пісні, але головним чином на їдиші (наприклад, «Бессарабія» та «Фрейлехс»). Багато з цих записів зроблені у супроводі ансамблю під управлінням гітариста Н. С. Орловського (Nicholas Arlofsky Ensemble), у супроводі якого записана і велика частина єврейських пісень.
Після утворення держави Ізраїль Сара Горбі почала виконувати також й ізраїльські пісні на івриті в супроводі оркестру Дідьє Болана (Didier Boland et son orchestre), залишивши численні записи середньовічних сефардських народних пісень на ладіно у супроводі іспанського гітариста Хосе Луїса (Jose Luis) і французького джазового гітариста Жана Боналя (Jean Bonal), композицій сучасної румунської та французької естради. У 1950-х роках на лейблах «Philips», «Аріон», «O. S. I. Disques», «Barclay Disques», «Гальтона» та інших почали виходити довгограючі грамплатівки Сари Горбі, старі записи на 78 обертах фірми «Melotone» переносилися на новий довгограючий формат. Тоді ж вперше з'явилися магнітофонні записи пісень Сари Горбі в СРСР. У 1953 році вона була нагороджена премією le grand prix du disque.
У 1960 році вона здійснила дворічні гастролі в Південній Америці, а також у Південній Африці та Ізраїлі. В ході цих гастролей у Буенос-Айрес також були записані три довгограючі грамплатівки єврейських пісень, російських і циганських романсів («Рецитал еврейских народных песен», «Русская таверна» и «Сара Горби в незабываемых творениях»). У цих записах брали участь оркестри під управлінням канадсько-аргентинського диригента Яші Гальперіна (Яша Galperin) і С. де Пальми, аранжування виконав композитор Хорхе Андреани. У 1966 році фірмою грамзапису Philips була випущена грамплатівка пісень трагічного періоду Голокосту на їдиші (у тому числі партизанського гімну Гірша Гліка), згодом перевидана на компакт-диску. Потім виходять ще дві платівки російською мовою з такими піснями, як «И кто его знает», «Валенки», «Бублички», «Мишка», «Дороги», «Серёжка с Малой Бронной» («Москвичи»), «Руки», «Не говорите мне о нём», «Астры осенние», «Под дугой колокольчик звенит», «Огоньки далекие» у супроводі оркестру Жоржа Стріха (Georges Streha). Останні записи Сари Горбі були зроблені в 1979 році.
У 1990-ті роки ряд старих записів пісень на їдиш, російських і циганських романсів, сефардських пісень були оцифровані і перевидані на двох компакт-дисках фірмами «Аріон» у Франції і Philips в США. Пісні у виконанні Сари Горбі було використано в саундтреку кінокартини «Онєгін» режисера Марти Файнс з Рейфом Файнсом та Лів Тайлер в головних ролях (1999).
Премію Сари Горбі присуджують діячам мистецтв, чия творчість пов'язана з мовою їдиш (серед нагороджених — ізраїльський композитор Даніель Галай і поет Лев Беринский).
У 1987 році лінгвістики професор Пенсільванського університету Еллен Прінс опублікувала часто цитований соціолінгвістичний кількісний аналіз хронологічних змін фонології розмовного їдишу в фонографічному репертуарі Сари Горбі (див. Prince, E. F. 1987. Sarah Gorby, Yiddish Folksinger: A Case Study of Dialect Shift. International Journal of the Sociology of Language 67: 83-116), продемонструвавши послідовне, поступове витіснення специфічно бессарабських мовних рис з мови співачки, переважно не торкнулося, однак, клас закритих слів (прийменників, сполучників та займенників). На прикладі більш ніж 80 пісень Еллен Прінс вдалося провести математичний аналіз діалектних змін у пісенній творчості Сари Горбі протягом усієї кар'єри. Співачка, яка спочатку користувалася бессарабським (південно-східним) діалектом їдишу, з роками все більше прилаштовувала власне виконання до переважаючих у її оточенні діалектних норм, що надало дослідниці з Пенсільванського університету можливість детально простежити характер цих змін. Слід зазначити, що Сара Горбі була, мабуть, єдиною виконавицею єврейських пісень, яка під час звукозапису використовувала бессарабський діалект єврейської мови, а не загальноприйнятий театральний стандарт.

## Грамзапис

### Компакт-диски
- Les Inoubliables Chants Du Ghetto (Unforgettable Songs of the Ghetto — Незабутні пісні гетто, на їдиші, компакт-диск) в супроводі музичних інструментів братів Lasry-Baschet (Structures Sonores Lasry-Baschet). Arion: Франція, 1989; довгограюча платівка — Philips/Mercury: США (під назвою «Songs of the Ghetto. Years of Despair Sung in Yiddish by Sarah Gorby») і Philips: Франція (під назвою «Les chants du ghetto», пісні гетто), Ricordi: Франція («Les chants du ghetto»), 1966, Arion: Франція, Італія і Німеччина («Les Inoubliables chants du ghetto»), 1976.
- Russie Eternelle — Епос Russes et Tziganes (Росія назавжди — російські та циганські пісні, російською мовою, компакт-диск). У супроводі гітаристів Jose Luiz і H. Vaissière, оркестру і хору під керуванням Жоржа Стріха. Arion: Франція, 1994 (довгограюча платівка — 1964 і 1973).

### Довгограючі грамплатівки
- Gaida Troika (гайда, трійка). Arion: Франція.
- Romances Populaires Russes et Tziganes (Популярні російські та циганські романси). У супроводі оркестру Миколи Орловського (Nichloas Arlofsky Orchestra). O. S. I.
- Chansons Yiddish, Russes et Tziganes (Єврейські, російські та циганські пісні). З ансамблем Миколи Орловського (Nicholas Arlofsky Ensemble). Trianon/Pathe: Франція.
- Cantique des cantiques (cantate hebraique). У супроводі музичних інструментів Jacques Lasry (structures sonores de Jacques Lasry). Philips: Франція.
- Російські пісні. Romances Populaires Russes. З ансамблем Миколи Орловського (Nicholas Arlofsky Ensemble). O. S. I. Disques: Франція.
- Sarah Gorby en sus creaciones inolvidables (Сара Горбі в незабутніх творіннях). Londisc: Аргентина, 1961.
- Taberna Rusa (Російська таверна). У супроводі оркестру С. де Пальма (аранжування Хорхе Андреани). Londisc: Аргентина, 1961.
- Recital De Canciones Folkloricas En Yidish (Рецитал єврейських народних пісень на їдиш). Оркестр під управлінням Яші Гальперіна (аранжування Хорхе Андреани). Londisc: Аргентина, 1962.
- Chants Judeo-Espagnoles Du XVI Siecles (Єврейсько-іспанські пісні XVI століття, на ладино). У супроводі гітариста Jean Bonal, 1963.
- Songs of the Ghetto. Years of Despair Sung in Yiddish by Sarah Gorby (Пісні гетто: Роки відчаю, виконані на їдиші Сарою Горбі). Philips: США, 1966.
- Melodies of Israel with Didier Boland Orchestra (Мелодії Ізраїлю з оркестром Дідьє Болана, на івриті).
- דאָס ייִדישע ליד פֿון נעכטן און פֿון הײַנט — «Дос Ідиші Лід Фун Нэхтн Ун Фун һайнт» (Єврейська пісня з минулого і сьогодення, на їдиш). Гальтона.
- Romanceros Judio-Españoles (Єврейсько-іспанські пісні, на ладино). У супроводі гітариста Jose Luis. Arion: Франція, 1974.

### На 78 обертах
- Sinii platotchek. Elesdic.
- Дискографія пісень на їдиш, випущених на 78 обертах [Архівовано 28 березня 2019 у Wayback Machine.]